# Berlin-Lichtenrade
Lichtenrade is een stadsdeel van Berlijn dat deel uitmaakt van het district Tempelhof-Schöneberg. 

## Ligging
Lichtenrade ligt helemaal in het zuiden van Berlijn en grenst in het westen aan Marienfelde en in het noorden voor een klein stukje aan Mariendorf en Buckow in het district Neukölln. In het oosten grenst het aan de Brandenburgse gemeente Schönefeld, in het zuiden aan Blankenfelde-Mahlow en in het zuidwesten aan Großbeeren.

## Geschiedenis
Het dorp werd rond 1230 gesticht en werd in 1375 voor het eerst vermeld als Lichtenrode. Het dorp bleef lange tijd landelijk en had aan het begin van de 20ste eeuw nog geen 1000 inwoners. In 1920 werd het een deel van Groot-Berlijn en behoorde toe aan het district Tempelhof, dat in 2001 opging in het district Tempelhof-Schöneberg.

## Verkeer
Het station Lichtenrade en het in 1990 geopende Schichauweg liggen aan de spoorlijn Berlijn - Dresden en worden bediend door de S-Bahn-lijn S2. Na de bouw van de Muur werd Lichtenrade een eindstation binnen West-Berlijn. Op 31 augustus 1992 werd de verbinding naar Blankenfelde heropend. 
Tot 1961 reed hier ook een tram. Deze is inmiddels vervangen door busverbindingen. 

## Sport
Voetbalclub Lichtenrader BC 25 speelt aan de Sportanlage Halker Zeile. De club speelde van 1968 tot 1971 en in 1985/86 in de derde klasse maar speelt intussen in de lagere reeksen. 
Friedenau ·
Lichtenrade ·
Marienfelde ·
Mariendorf ·
Schöneberg ·
Tempelhof